# Saison 1 de Désenchantée
Chronologie
Saison 2
La première saison de Désenchantée, série télévisée américaine, est diffusée en deux fois le 17 août 2018 et le 20 septembre 2019 sur Netflix, dans le monde entier.

## Synopsis

### Partie 1
La partie commence avec la princesse Tiabeanie "Bean" se préparant pour un mariage arrangé fixé par son père pour forger une alliance avec un royaume appelé Bentwood. Mais le mariage tourne mal quand Bean refuse la bague et tue accidentellement le marié grâce à un démon nommé Luci qui l'a saoulée mais Zøg, le père de Bean choisit rapidement un autre marié qui est le frère cadet de Guysbert. Après qu'un elfe nommé Elfo en ait marre de sa vie heureuse dans un royaume appelé Elfwood et s'en aille, il rencontre le groupe et le trio nouvellement formé entre dans une forêt loin du pays des rêves pour échapper à Merkimer, le frère cadet de Guysbert. Bean, Elfo et Luci rencontrent plus tard une fée qu'ils pensent pouvoir exaucer leurs vœux. Mais la fée dit qu'ils doivent trouver le Wishmater afin d'exaucer leurs souhaits mais il s'avère que ce dernier se révèle être un blanchisseur appelé le Washmaster. Le trio est bientôt retrouvé par Merkimer et est sur le point d'être capturé, mais Bean, à la suggestion d'Elfo, échappe à son fiancé en tombant d'une falaise, mais ils sont capturés après être tombés au sol de la forêt. En attendant son mariage, Bean décide d'organiser un enterrement de vie de garçon sur une péniche en direction de l'île aux sirènes afin qu'il se fasse hypnotiser par les sirènes et se noie, mais le plan échoue rapidement lorsque Merkimer survit et les sauve d'une attaque d'une tribu de barbares appelés Borcs, qui se révélera plus tard être des alliés du Pays des rêves appelés Bozaks. Après son retour au Pays des Rêves, Bean est maintenant forcée par son père de terminer l'union avec tristesse, mais à sa grande joie, elle a été interrompue à cause de Merkmier buvant un mélange de sang de porc et d'elfe, ce qui a entraîné sa transformation permanente en cochon. Après cela, Bean et ses amis ont de nombreuses aventures comiques qui incluent une rencontre avec un exorciste engagé par Zøg pour se débarrasser de Luci, faire une fête privée tout en luttant contre les vikings, sauver Elfo de se faire manger par un Hansel et Gretel cannibales, Bean devient un ambassadeur lors d'un voyage royal et le groupe avec Zøg et son jeune demi-frère Derek se fait presque manger par un monstre des marais et Elfo déguise ses sentiments pour Bean en prétendant avoir le béguin pour une géante pendant que Zøg essaie de percer les mystères de l'élixir de vie en faisant des expériences contraires à l'éthique sur Elfo. À la fin de la série, Zøg commence à en avoir marre des expériences échouées à plusieurs reprises jusqu'à ce que son conseiller Odval révèle qu'il a besoin d'un ingrédient clé pour que l'élixir fonctionne, un flacon appelé le pendentif Éternité. À peu près au même moment, Elfo se fait kidnapper lors d'un défilé et Zøg décide d'envoyer Bean, Luci et les chevaliers à la recherche d'Elfo et de la fiole. Pendant leur voyage, le groupe rencontre la sorcière du cinquième épisode maintenant retraitée à Fire Lake.
Elle dirige Bean et Luci vers une haute montagne où vit désormais son ex-mari, Malfus. Malfus raconte plus tard qu'il a jeté la fiole du bout du Monde et les y dirige seulement pour trouver un griffon qui dit qu'il n'a pas la fiole. Le groupe est ensuite capturé par l'exorciste Big Jo de l'épisode trois qui se révèle être le ravisseur d'Elfo. Big Jo emmène plus tard le trio dans la ville de Cremorrah, aujourd'hui en ruine. Alors qu'ils entrent dans la salle du trône, Elfo sent la magie de la fiole et dirige Bean et Luci vers le trône où Luci entre dans la bouche du roi désormais pétrifié Doris mouth et trouve la fiole. Elfo et Luci parviennent à échapper à Big Jo mais Bean se débat avec lui mais finit par lui échapper. Le groupe retourne plus tard au Pays des Rêves avec l'aide du griffon du Bout du Monde. Après le long vol au-dessus de la mer, le trio retourne en ville. Après leur retour, Zøg tente de terminer le sort d'immortalité jusqu'à ce qu'il soit révélé par l'un de ses prisonniers qu'Elfo n'est pas un véritable elfe et que Zøg décide de le bannir mais Bean et Luci le suivent pour lui remonter le moral. Après avoir campé dans une clairière pour la nuit, ils décident de visiter Elfwood en passant par un pont-levis caché. Alors que Bean et Luci se mêlent aux elfes, Elfo demande à son père, Pops lui dit ce qu'il est et ce dernier révèle qu'Elfo est demi-elfe et lui montre un digramme des parents d'Elfo, mais alors qu'Elfo déroule presque la partie où sa mère est attirée, un groupe de chevaliers attaque Elfwood. Les elfes sont capables de les repousser, mais au moment où Bean, Elfo et Luci atteignent l'extérieur d'Elfwood, ils découvrent qu'une armée entière de chevaliers les attend. Bean essaie de demander à l'armée de partir mais le commandant, Odval, n'ira pas à moins qu'il ne capture les elfes car Zøg complète le sort avec du vrai sang d'elfe alors Bean tente de fermer le pont-levis auquel elle réussit mais la victoire est de courte durée quand Elfo est mortellement blessé par une flèche et meurt.
Bean devient plus tard furieux contre son père et dit à quel point il était cruel avec elle, alors Zøg, attristé par la mort d'Elfo révèle qu'il avait l'intention d'utiliser l'Élixir sur la mère de Bean, Dagmar, morte de pétrification il y a 15 ans. Bean, est affligée par cette révélation, mais trouve plus tard une goutte de sang authentique d'elfes dans ses tissus et fait le sort avec cœur sur sa mère plutôt qu'Elfo. Après sa résurrection, Dagmar est dans un état confus mais embrasse plus tard sa fille de joie. Bean présente plus tard Dagmar à Zøg, à son grand bonheur, et décide plus tard d'organiser un banquet. Pendant la fête, Oona entre et voit Dagmar ce qui la rend jalouse. Quelque temps plus tard, Bean, sa famille, Luci et les habitants assistent à des funérailles en l'honneur d'Elfo mais après que Bean ait terminé son éloge funèbre, Oona et Dagmar commencent à se battre en duel jusqu'à ce que Bean sauve sa mère et châtie Oona pour son manque de respect et Oona part en colère. Plus tard dans la soirée, Bean commence à trouver des statues pétrifiées de divers habitants et le conseil se réunit avec Zøg et Dagmar et ils ont décidé qu'Oona pourrait en être la cause, alors la famille se sépare avec Zøg et Odval à la recherche d'Oona pendant que Dagmar protège Bean dans un grenier caché. Zøg rencontre plus tard Luci, qui veut lui montrer quelque chose qu'il a découvert, après être entré dans la chambre, Luci révèle que la boule de cristal antique a la capacité de rejouer des scènes du passé. Plus tard, Zøg découvre que c'est Dagmar qui a mis la potion de pétrification dans le vin, le laissant furieux et il confronte Dagmar qui dit que c'est le destin de leur fille de mettre fin à une guerre de 100 ans qui s'est produite il y a longtemps et le frappe froidement dans les escaliers. Alors que Zøg est incapable, Dagmar a créé la potion de pétrification pétrifiant ainsi tous les habitants de Dreamland sauf Zøg, Derek, Bean, Vip, Vap et Luci qui est mystérieusement capturé. Pendant que cela se produit, Dagmar incite Bean à embarquer sur un navire se dirigeant vers un endroit inconnu.

### Voix originales
- Abbi Jacobson : la princesse Bean
- Nat Faxon : Elfo
- Eric André : Luci
- John DiMaggio : le roi Zøg
- Billy West : Sorcerio, Omer (Mertz en V.O.)
- Maurice LaMarche : Odval
- Tress MacNeille : la reine Oona
- David Herman : Héraut
- Matt Berry : le prince Merkimer
- Sharon Horgan : la reine Dagmar
- Jeny Batten (en) : Kissy l'elfe
- Rich Fulcher : Dalor (Turbish en V.O.)
- Noel Fielding : Stan le bourreau

### Voix françaises
- Laetitia Coryn : la princesse Bean
- Thierry Wermuth : Elfo et Cloyd
- Christophe Lemoine : Luci, Fugo
- Michel Vigné : le roi Zøg, Pendergast, Chazz et Dieu
- Barbara Beretta : Bunty, la reine Dagmar, Archidruidesse, Kissy l'elfe et la Fée
- Michel Mella : Sorcerio, Superviso, Dalor et Stan le bourreau
- Pierre-François Pistorio : le prince Merkimer, Odval, Héraut, Omer et le roi Elfe
- Stéphanie Lafforgue : la reine Oona, Enchanteresse et Tess
- Emmanuel Garijo : Sven
- William Coryn : voix additionnelles

Version française
Société de doublage : Deluxe Media Paris
Direction artistique : William Coryn

## Production

### Diffusion
La série est diffusée exclusivement sur Netflix dans le monde entier.

## Liste des épisodes

### Première partie

#### Épisode 1:Une princesse, un elfe et un démon entrent dans un bar
- Monde : 17 août 2018 sur Netflix

#### Épisode 2:Pour qui grogne le cochon
- Monde : 17 août 2018 sur Netflix

#### Épisode 3:La Princesse des ténèbres
- Monde : 17 août 2018 sur Netflix

#### Épisode 4:Massacre au château
- Monde : 17 août 2018 sur Netflix

#### Épisode 5:Permis de tous les occire
- Monde : 17 août 2018 sur Netflix

#### Épisode 6:Ambassadrice de fange
- Monde : 17 août 2018 sur Netflix

#### Épisode 7:La Tendre Fureur de l'amour
- Monde : 17 août 2018 sur Netflix

#### Épisode 8:Les Limites de l'immortalité
- Monde : 17 août 2018 sur Netflix

#### Épisode 9:In Elfo Veritas
- Monde : 17 août 2018 sur Netflix

#### Épisode 10:La Chute de Dreamland
- Monde : 17 août 2018 sur Netflix

### Deuxième partie

#### Épisode 11:La Désenchanteresse
- Monde : 20 septembre 2019 sur Netflix

#### Épisode 12:La Descente aux enfers
- Monde : 20 septembre 2019 sur Netflix

#### Épisode 13:Le Rêve
- Monde : 20 septembre 2019 sur Netflix

#### Épisode 14:Le cœur solitaire d un chasseur
- Monde : 20 septembre 2019 sur Netflix

#### Épisode 15:Nos corps, nos elfes
- Monde : 20 septembre 2019 sur Netflix

#### Épisode 16:L'Arnaque Dreamland
- Monde : 20 septembre 2019 sur Netflix

#### Épisode 17:L'Étreinte gluante de l'amour
- Monde : 20 septembre 2019 sur Netflix

#### Épisode 18:La Première Jeune Première
- Monde : 20 septembre 2019 sur Netflix

#### Épisode 19:La Princesse électrique
- Monde : 20 septembre 2019 sur Netflix

#### Épisode 20:La Chute de Tiabeanie
- Monde : 20 septembre 2019 sur Netflix